# Afroepacra
Afroepacra is een geslacht van rechtvleugeligen uit de familie Gryllacrididae. De wetenschappelijke naam van dit geslacht is voor het eerst geldig gepubliceerd in 1912 door Achille Griffini.

## Soorten
Het geslacht Afroepacra  is monotypisch en omvat slechts de volgende soort:
- Afroepacra kuhlgatzi (Griffini, 1908)